# 日本フルハーフ
日本フルハーフ株式会社（にっぽんフルハーフ）は、神奈川県厚木市上依知上ノ原に本社を置く物流関連の製造事業者である。

## 概要
1963年に日本軽金属といすゞ自動車の折半出資により、米フルハーフ社の技術を導入して設立された。現在も発行済み株式のうち66%を日本軽金属ホールディングスが、残りの34%をいすゞ自動車が保有している。このため日本軽金属ホールディングスの子会社の一つとして数えられる。アルミバン、トレーラ、冷凍車、特殊車両、海上コンテナ、鉄道コンテナ、航空コンテナ、プラントパッケージなどの製造・販売を行っているほか、2011年からは海上コンテナ製造の技術と経験を活かしたISOコンテナデータセンターの開発を開始した。
社名の「フルハーフ」は、1914年にフォード・モデルTを牽引車として初めてトレーラーを作り、その後米フルハーフ社を創業したデトロイトの鍛冶屋、オーガスト・フルハーフに由来する。なお米フルハーフ社は1996年に倒産したが、日本フルハーフの他にもニュージーランド、フランス、メキシコにフルハーフ名を持つ会社が現存する。
日本フルハーフでは、毎年5月第3日曜日に厚木本社工場で敷地を開放してバラの観賞会を行っていて、地元はもとより遠方からも来場者が訪れる。